# Reactor ZEEP

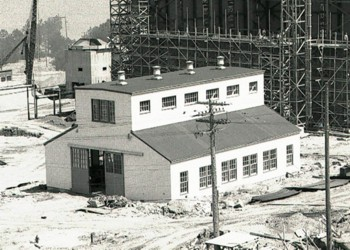
Edificio del reactor ZEEP (ca. 1945)

El reactor ZEEP (Zero Energy Experimental Pile) era un reactor nuclear que se construyó en los Chalk River Laboratories cerca del río Chalk, en Ontario, Canadá. ZEEP alcanzó por primera vez su criticidad a las 3:45 p. m. del 5 de septiembre de 1945. Lo más importante internacionalmente del ZEEP radica en que fue el primer reactor nuclear en funcionamiento fuera de los Estados Unidos.
El reactor fue diseñado por científicos canadienses, británicos y franceses como parte de los esfuerzos para producir plutonio para armas nucleares durante la Segunda Guerra Mundial. Cuando se desarrolló la instalación de investigación del río Chalk estaba bajo la supervisión del National Research Council of Canada (NRC). ZEEP sirvió de instrumento para el desarrollo de los reactores NRX y NRU, que llevaron al desarrollo del reactor de gran éxito CANDU. ZEEP se utilizó para probar los efectos de reactividad y otros parámetros físicos necesarios para el desarrollo de reactores en los Laboratorios Chalk River, incluyendo los tramados de combustibles para el reactor NRU situado en la puerta siguiente.
ZEEP fue uno de los primeros reactores de agua pesada, y también fue diseñado para utilizar uranio natural (no enriquecido), una característica que se conservó para el diseño del CANDU. El enriquecimiento de uranio es un proceso complejo y costoso; por ello, su capacidad para utilizar uranio no enriquecido dio al ZEEP y a sus descendientes, un número de ventajas notables. 
ZEEP se desinstaló en 1973 y se desmanteló en 1997. En 1966 se designó a ZEEP como un emplazamiento histórico en Ontario, y se conmemoró con una placa histórica. Tanto esta placa como el propio ZEEP se muestran ahora en el Museo Canadiense de Ciencia y Tecnología, en Ottawa, Canadá.